# Diesen
 Diesen  es una población y comuna francesa, en la región de Lorena, departamento de Mosela, en el distrito de Forbach y cantón de Saint-Avold-1.

## Demografía
| 1008 | 1017 | 1182 | 1137 | 1180 | 1144 |
| Para los censos de 1962 a 1999 la población legal corresponde a la población sin duplicidades (Fuente: INSEE [Consultar]) |      |      |      |      |      |